# کارول کانرز (بازیگر پورنوگرافی)
کارول کانرز (انگلیسی: Carol Connors؛ زاده ۱۳ نوامبر ۱۹۵۲) بازیگر پورنوگرافی اهل ایالات متحده آمریکا است.